# Andrijevica
Andrijevica (Montenegrijns: Андријевица) is een Montenegrijnse gemeente.
Andrijevica telt 5.071 inwoners, waarvan 1.048 in de hoofdplaats wonen. Veel inwoners wonen in de bergen eromheen zoals Kralje of Oblo Brdo. Andrijevica zelf is heel klein. Toch telt het een aantal cafés, een hotel en zelfs een discotheek. Andrijevica is de onofficiële hoofdstad van de Vasojevic regio. De meeste inwoners zien zichzelf als Serven.

## Demografie
De gemeente Andrijevica telt 5.071 inwoners (volkstelling van 2011), hetgeen 0,8% van de Montenegrijnse bevolking is. De gemeente heeft de laagste urbanisatiegraad in Montenegro (21% tegen 63% landelijk).
| stad Andrijevica     | 894    | 899    | 1.007 | 994   | 941   | 933   | 1.073 | 1.048 |
| gemeente Andrijevica | 10.067 | 10.327 | 9.792 | 8.966 | 7.712 | 6.696 | 5.785 | 5.071 |

De gemeente heeft te kampen met een intensieve emigratie van jongvolwassenen naar steden, zoals Podgorica en Niksic. De bevolking is de afgelopen vijftig jaar gehalveerd.

#### Etniciteit
De Serviërs vormen de grootste bevolkingsgroep in Andrijevica (3.137 mensen, ofwel 62%), gevolgd door Montenegrijnen (1.646 mensen, ofwel 32%).

#### Religie
De bevolking bestaat hoofdzakelijk uit aanhangers van de  Servisch/Montenegrijns-orthodox (97%).

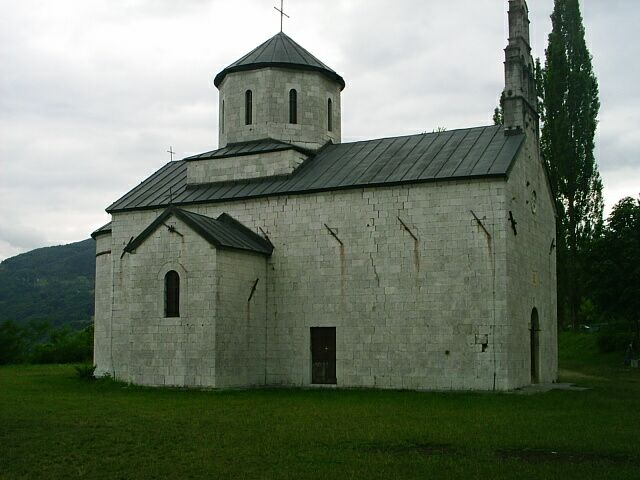
Historische afbeelding van de kerk in Andrijevica

Andrijevica · Bar · Berane · Bijelo Polje · Budva · Cetinje · Danilovgrad · Gusinje · Herceg-Novi · Kolašin · Kotor · Mojkovac · Nikšić · Petnjica · Plav · Pljevlja · Plužine · Podgorica · Rožaje · Šavnik · Tivat · Tuzi · Ulcinj · Žabljak